# Lazar Lemić
Lazar Lemić, cirill betűkkel Лазар Лемић (1937. szeptember 20. – 2014. február 16.) jugoszláv válogatott bosnyák labdarúgó, középpályás, olimpikon.

## Pályafutása

### Klubcsapatban
1961 és 1964 között az RFK Novi Sad, 1964 és 1966 között a Željezničar, 1966–67-ben a török Fenerbahçe labdarúgója volt.

### A válogatottban
1964-ben két alkalommal szerepelt a jugoszláv válogatottban. Tagja volt az 1964-es tokiói olimpián hatodik helyezett csapatnak.

## Statisztika

### Mérkőzései a jugoszláv válogatottban
| Jugoszlávia | Jugoszlávia       | Jugoszlávia                      | Jugoszlávia | Jugoszlávia | Jugoszlávia | Jugoszlávia        | Jugoszlávia | Jugoszlávia |
| #           | Dátum             | Helyszín                         | Hazai       | Eredmény    | Vendég      | Kiírás             | Gólok       | Esemény     |
| ----------- | ----------------- | -------------------------------- | ----------- | ----------- | ----------- | ------------------ | ----------- | ----------- |
| 1.          | 1964. október 13. | Jokohama, Micuzava stadion (JPN) | Marokkó     | 1 – 3       | Jugoszlávia | olimpiai B csoport | -           |             |
| 2.          | 1964. október 28. | Tel-Aviv, Bloomfield stadion     | Izrael      | 2 – 0       | Jugoszlávia | barátságos         | -           | 46'         |
|             | Összesen          |                                  |             | 2           | mérkőzés    |                    | 0           | gól         |